# Mascarell atlàntic
El mascarell comú, mascarell atlàntic o simplement mascarell o sotaler i bec de trinxet a les Balears (Morus bassanus) és un ocell marí de la família dels súlids (Sulidae). És el major membre de la família, i l'únic que es pot contemplar en aigües properes als Països Catalans.

## Descripció
- Els adults fan 81-110 cm de llargària, amb un pes de 2,2-3,6 kg i una envergadura de 165-180 cm. A l'edat de 10 setmanes, quan encara no han alçat el vol, arriben a pesar més de 4 kg.
- Plomatge blanc amb les primàries de color marró fosc, gairebé negre. Cap i bescoll de color groc pàlid.
- Bec de color gris blavós i potes negres.
- Ull blau clar, envoltat per una zona de pell nua en cara i gola, de color negre blavós.
- Els joves són de color marró fosc amb taques clares per sobre, i de color blanquinós amb taques fosques per sota. Amb els anys van adquirint més zones blanques, fins a arribar a la maduresa a l'edat de cinc anys.[3]

## Hàbitat i distribució

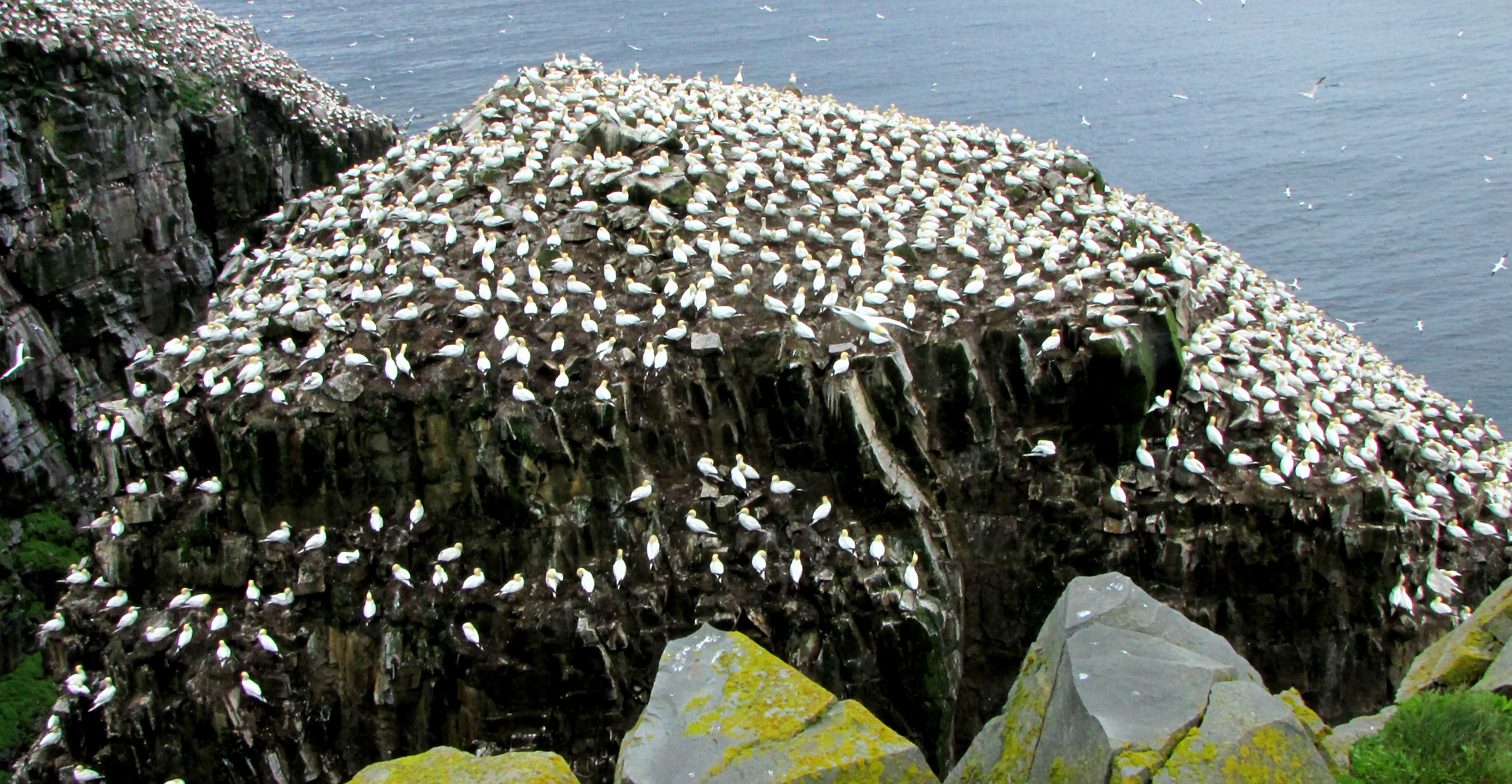
Colònia de cria en Cape St. Mary's Ecological Reserve, al Canadà

Són ocells pelàgics que habiten a l'Atlàntic Nord. Crien en grans colònies, als penya-segats cara al mar o en petites illes rocoses, a Islàndia, Noruega, Illes Fèroe, Illes Britàniques, Bretanya, Terranova i el Canadà.
Els ocells joves emigren cap al sud, arribant alguns fins a l'equador. Els adults també es dispersen, arribant al Golf de Mèxic i a la Mediterrània.

## Subespècies
Es considera una espècie monotípica.